# Sveti Vid-Miholjice
Sveti Vid-Miholjice – wieś w Chorwacji, w żupanii primorsko-gorskiej, w gminie Malinska-Dubašnica. W 2011 roku liczyła 261 mieszkańców.